# (5129) Groom
(5129) Groom (1989 GN) – planetoida z pasa głównego asteroid okrążająca Słońce w ciągu 3,67 lat w średniej odległości 2,38 j.a. Odkryta 7 kwietnia 1989 roku.